# Oberprüfungsamt für das technische Referendariat
Das Oberprüfungsamt für das technische Referendariat (OPA) ist eine Sonderstelle beim Bundesministerium für Verkehr (BMV) mit Sitz in Bonn. Es ist zuständig für die Betreuung des Ausbildungs- und Prüfungswesens für das technische Referendariat. Die Sonderstelle beim BMV ist zugleich auch Prüfungsamt für den gehobenen technischen Verwaltungsdienst in der Wasserstraßen- und Schifffahrtsverwaltung des Bundes (WSV).

## Geschichte
Das OPA hat seine Wurzeln im 18. Jahrhundert. In Preußen wurde 1770 zur Qualitätsverbesserung der Nachwuchskräfte im Bauwesen das Königlich Preußische Ober-Bau-Department gegründet. 1886 wurde es als Preußisches Technisches Oberprüfungsamt zuständig für die Ablegung der Zweiten Hauptprüfung für den Staatsdienst. 1936 bis 1945 existierte das Reichsprüfungsamt unter Aufsicht des Reichsverkehrsministeriums.
Am 8. Oktober 1946 schlossen die Länder und Zentralverwaltungen der damaligen britischen Besatzungszone ein Abkommen über die erneute Errichtung eines Oberprüfungsamtes für die höheren technischen Verwaltungsbeamten. Es war das Ziel, für Bund, Länder und Gemeinden qualifizierte Nachwuchskräfte im höheren technischen Dienst auszubilden. 1948 wurde unter Beteiligung weiterer Länder und Verwaltungen das Übereinkommen über die Errichtung eines gemeinschaftlichen Oberprüfungsamtes deutscher Länder und Verwaltungen für die höheren technischen Verwaltungsbeamten geschlossen. Allerdings wurde das OPA bisher nicht von allen Ländern gleichermaßen genutzt; von den Ländern Bremen und Saarland wurden zum Beispiel in den 1970er Jahren keine Städtebaureferendare ausgebildet.

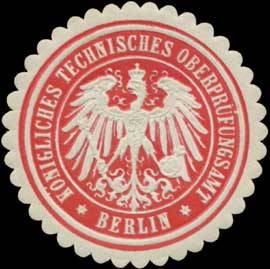
Technisches Oberprüfungsamt, Siegelmarke

Das OPA wurde 1950 als Bundesoberbehörde mit Sitz in Frankfurt am Main dienst- und haushaltsrechtlich dem Bundesverkehrsministerium unterstellt. Zum 1. Februar 2008 wurde das OPA in das Bundesministerium für Verkehr und Stadtentwicklung als Sonderstelle eingegliedert und sein Dienstsitz nach Bonn verlegt.

## Aufgaben
Das technische Referendariat bietet eine ergänzende Qualifizierung für Hochschulabsolventen technischer und naturwissenschaftlicher Studiengänge und bereitet die Referendare damit auf die Übernahme leitender Funktionen in der öffentlichen Verwaltung und der freien Wirtschaft vor.
Aufgabe des Oberprüfungsamtes ist die Entwicklung von Ausbildungs- und Prüfungsvorschriften sowie die Abnahme der Großen Staatsprüfung für alle Mitgliedsverwaltungen für den höheren technischen Dienst in den Fachrichtungen Architektur, Bahnwesen, Geodäsie und Geoinformation, Landespflege, Luftfahrttechnik, Maschinen- und Elektrotechnik der Wasserstraßen, Maschinen- und Elektrotechnik in der Verwaltung, Stadtbauwesen, Städtebau, Straßenwesen, Umwelttechnik, Wasserwesen und Wehrtechnik. Einige dieser Fachrichtungen sind erst aufgrund des Bedarfs der zuständigen Behörden entstanden; dazu gehören die Landespflege seit 1971 und die Umwelttechnik seit 2001.

## Beteiligte Verwaltungen
Mitgliedsverwaltungen des OPA sind
- die Bundesministerien
  - für Wohnen, Stadtentwicklung und Bauwesen,
  - für Verkehr, sowie
  - der Verteidigung
- die Bundesländer Berlin, Brandenburg, Freie Hansestadt Bremen, Freie und Hansestadt Hamburg, Hessen, Mecklenburg-Vorpommern, Niedersachsen, Nordrhein-Westfalen, Rheinland-Pfalz, Saarland, Freistaat Sachsen, Sachsen-Anhalt, Schleswig-Holstein und Freistaat Thüringen,
- die kommunalen Spitzenverbände
  - Deutscher Städtetag,
  - Deutscher Städte- und Gemeindebund
  - Deutscher Landkreistag.

Die Länder Baden-Württemberg und Freistaat Bayern führen eigene, vergleichbare Ausbildungen und Prüfungen durch.